# Grundschule Am Langen Feld
Die Grundschule Am Langen Feld ist eine Grundschule in Gehrden in Niedersachsen.

## Geschichte

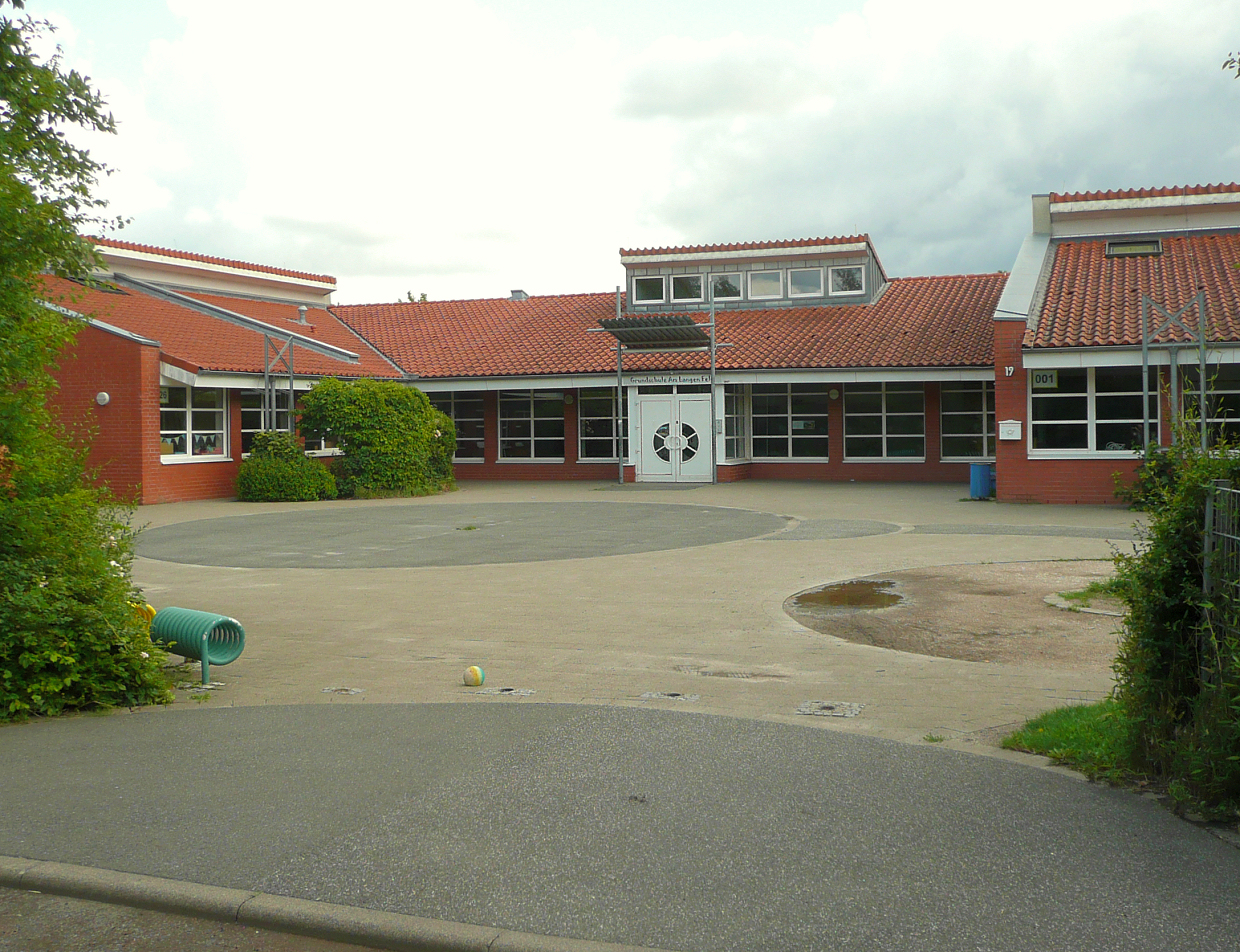
Die alte Grundschule Am Langen Feld

Die Grundschule wurde im Jahr 1999 gegründet, um dem Bevölkerungszuwachs im neu erschlossenen Baugebiet „Langes Feld“ gerecht zu werden. Daraufhin entstand eine eigene Schule mit zwei Zügen, in der um die 200 Schülerinnen und Schüler unterrichtet wurden. 2019 feierte die Schule ihr 20-jähriges Bestehen und im Jahr 2025 ihr 25-jähriges Bestehen.
2025 wurde die Schule als vierzügige Grundschule etwa 200 Meter vom alten Schulstandort neu gebaut. Dort ist sie Bestandteil des größeren Schulcampus an der Langen Feldstraße. Der Neubau erfolgte im Rahmen der Umwandlung zur Ganztagschule und der Bildungsoffensive der Stadt Gehrden.

## Beschreibung
Der Neubau von 2025 wurde im Rahmen eines Architektenwettbewerbs realisiert. Den ersten Preis erhielten die OKF Architekten aus Osnabrück. Es handelt sich um einen dreigeschossigen Stahlbetonbau mit heller Klinkerfassade. Die Anordnung des Gebäudes schafft Sichtbezüge und räumliche Klarheit. Im Erdgeschoss sollen ein Forum, Musikräume und der Ganztagsbereich untergebracht werden. Ein wesentliches Element des Gebäudes ist, dass die Flure als Kommunikationsachsen dienen sollen. Dadurch sind sogenannte Marktplätze entstanden, die Raum für Präsentationen, Ausstellungen und zum Spielen bieten. Der Neubau basiert auf einer klaren baulichen Vernetzung. Großzügige Freiflächen nach Süden schaffen Raum für Austausch, Bewegung und Lernen. Der Bau wurde am Tag der Architektur 2025 als Vorzeigeobjekt für modernen Schulneubau präsentiert. Der Schulneubau wurde zudem mit dem Preis „MAX45 – 2025“ prämiert, der vom Bund Deutscher Architekten in Zusammenarbeit mit der VHV Gruppe vergeben wurde. Das neue Schulgebäude ist Teil des Bildungscampus in Gehrden und befindet sich in der Nähe vom Delfi-Schwimmbad, der Zentralmensa Gehrden, der Sporthalle, der Grundschule „Am Castrum“ sowie der IGS Gehrden.

## Inklusion und Nachhaltigkeit
Die barrierefreie Grundschule hat seit ihrer Gründung 1999 positive Erfahrungen bei der Integration von Kindern mit Handicap gesammelt und diese Herausforderung angenommen. Der Schulträger in Form der Stadt Gehrden erklärte die Schule zur Schwerpunktschule für die Unterstützungsbereiche körperlich-motorische Entwicklung und geistige Entwicklung. Bis zum Jahr 2018 erfüllten beide Grundschulen im Ort die Rahmenbedingungen zur Umsetzung der gesetzlichen Bestimmungen. Die Nachhaltigkeit ist durch eine Geothermieanlage sowie Photovoltaik und mechanische Belüftung sichergestellt.